# Jîrivka, Pustomîtî
Jîrivka (în ucraineană Жирівка) este localitatea de reședință a comunei Jîrivka din raionul Pustomîtî, regiunea Liov, Ucraina.

## Demografie
Componența lingvistică a localității Jîrivka
     Ucraineană (99,66%)
     Alte limbi (0,34%)
Conform recensământului din 2001, majoritatea populației localității Jîrivka era vorbitoare de ucraineană (99,66%), existând în minoritate și vorbitori de alte limbi.